# Lea-Francis
Lea-Francis fue una empresa británica dedicada a la fabricación de vehículos a motor radicada en Coventry, que comenzó con la construcción de bicicletas. La compañía ha operado en diferentes etapas con distintos nombres a lo largo de su historia:
- (1904-1935) LEA & FRANCIS LIMITED (Coventry, Warwickshire Inglaterra)
- (1937-1960) LEA-FRANCIS CARS LIMITED (Coventry, Warwickshire, Inglaterra)
- (1980-1990) A.B.PRICE LIMITED (Lea Francis Cars Limited de Studley, Warwickshire, Inglaterra)

Fundada en 1895, atravesó tres etapas, para desaparecer en la década de 1990, pese a algunos infructuosos intentos posteriores de revivir la marca, que sigue estando legalmente activa.

## Historia

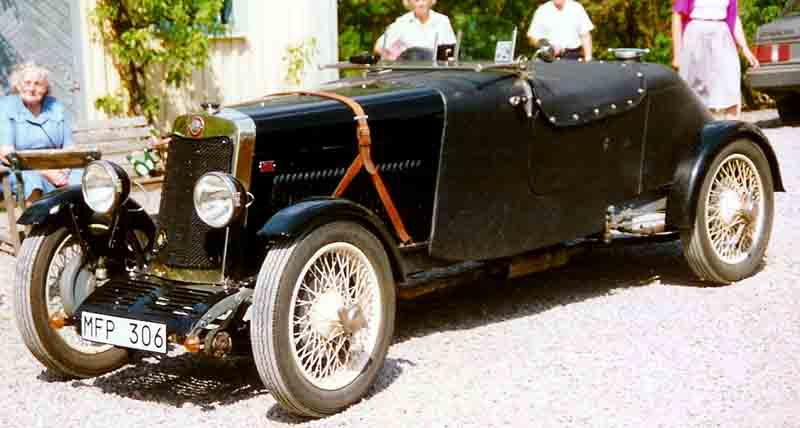
Hyper (1928)

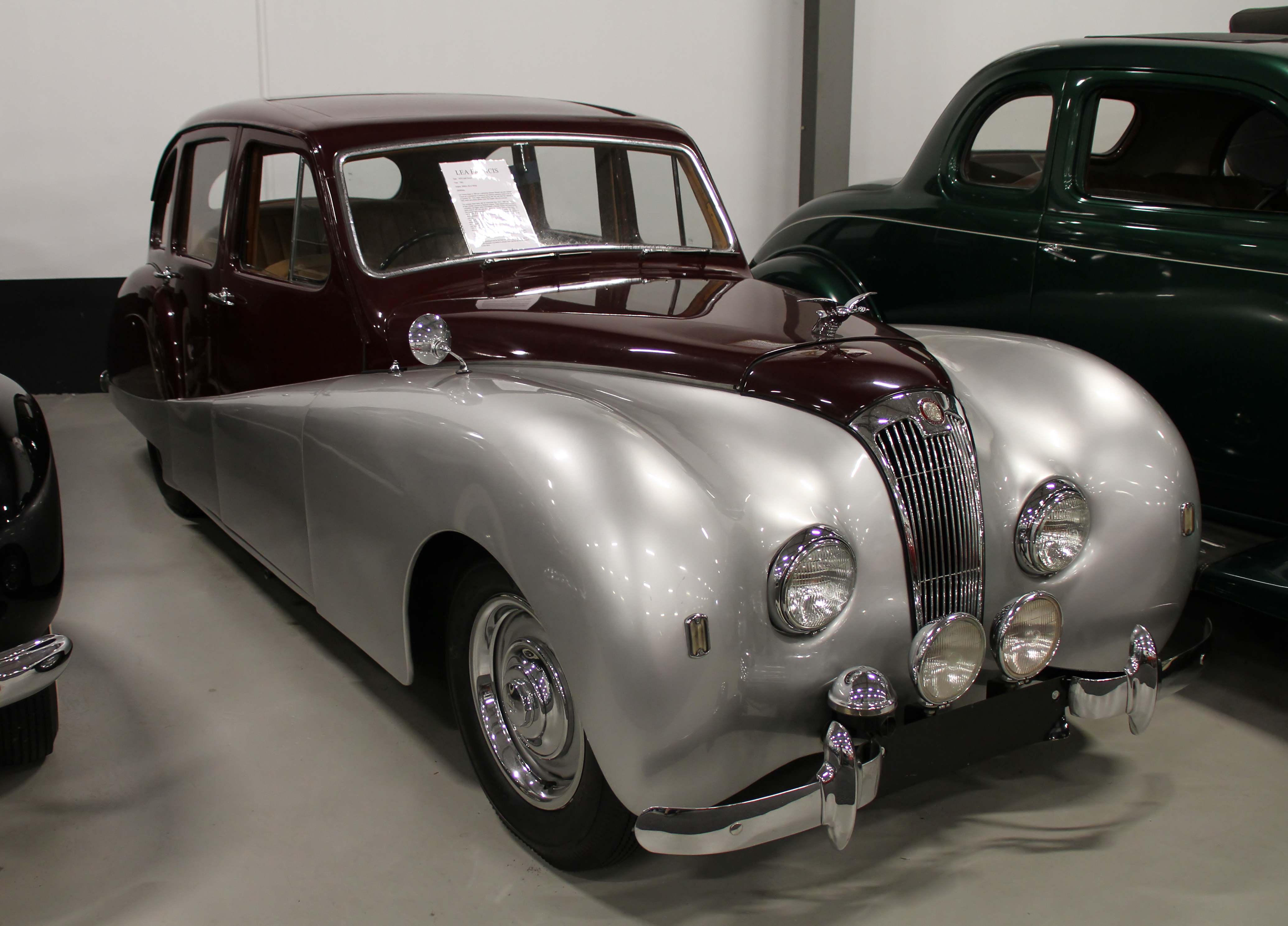
Berlina Lea Francis (1953)

R. H. Lea y G. I. Francis fundaron el negocio en Coventry en 1895. Iniciaron la fabricación de automóviles en 1903 y la de motocicletas en 1911. Lea-Francis fabricó automóviles bajo licencia para la compañía Singer. En 1919, comenzaron a construir sus propios automóviless a partir de componentes comprados a otras compañías.
A partir de 1922, la empresa estableció un vínculo industrial con la compañía automovilística Vulcan de Southport, compartiendo fabricación y distribuidores. Vulcan suministró carrocerías a Lea-Francis y, a cambio, consiguió cajas de cambios y mecanismos de dirección. Dos modelos Vulcan de seis cilindros diseñados (y fabricados) se comercializaron como Lea-Francis 14/40 y 16/60, así como Vulcan. La asociación terminó en 1928, cuando Vulcan dejó de fabricar coches.
A partir de 1925, la marca empezó a adoptar una imagen deportiva, con la producción modelos como el Hyper y el Ace of Spades. El Hyper (también llamado tipo S) fue el primer automóvil británico sobrealimentado producido en serie, con un motor Meadows de 1.5 litros. En 1928 un Lea-Francis Hyper ganó el Tourist Trophy del Úlster, una carrera de 30 vueltas al circuito de 13,5 mi (22 kilómetros) de Ards sobre las carreteras de Irlanda del Norte, con el legendario piloto de carreras Kaye Don al volante. La carrera fue presenciada por un récord de 250.000 espectadores, y la victoria sirvió para asentar a Lea-Francis firmemente entre las marcas deportivas de prestigio.
La compañía se volvió a refundar en 1937 bajo la presidencia de George Leek, con personal procedente de Riley como R.H. Rose, que diseñó un nuevo motor para Lea-Francis con un diseño similar al del Riley 12/4. Los 12 hp y los 14 hp (en realidad, 12.9 hp) se introdujeron en 1937 y continuaron fabricándose hasta el inicio de la Segunda Guerra Mundial en 1939, cuando cesó la producción y la fábrica se concentró en el esfuerzo bélico.
La producción de automóviles de posguerra comenzó en 1946, con vehículos actualizados basados en los diseños anteriores a la guerra. Los 14 hp berlina y deportivos eran vehículos lujosos y ágiles, y gozaban de bastante popularidad a pesar de ser caros. Finalmente, se introdujo un chasis mejorado con suspensión delantera independiente y frenos hidráulicos en toda la gama y, en 1950, los modelos de 18 hp. Más adelante se lanzaron una berlina y nuevos deportivos, todos con el motor más potente de 2½ litros. Sin embargo, la producción se detuvo una vez más en 1954, después de que la marca no estuviera presente en el salón del motor de Earl's Court desde 1952.
Numerosos chasis deportivos de 14 hp se vendieron a Connaught Engineering, donde se convirtieron en los coches de carreras L2 y L3. Connaught desarrolló un motor de carreras de Fórmula 2 para su monoplaza tipo "A", que se basaba en el diseño de Lea-Francis.

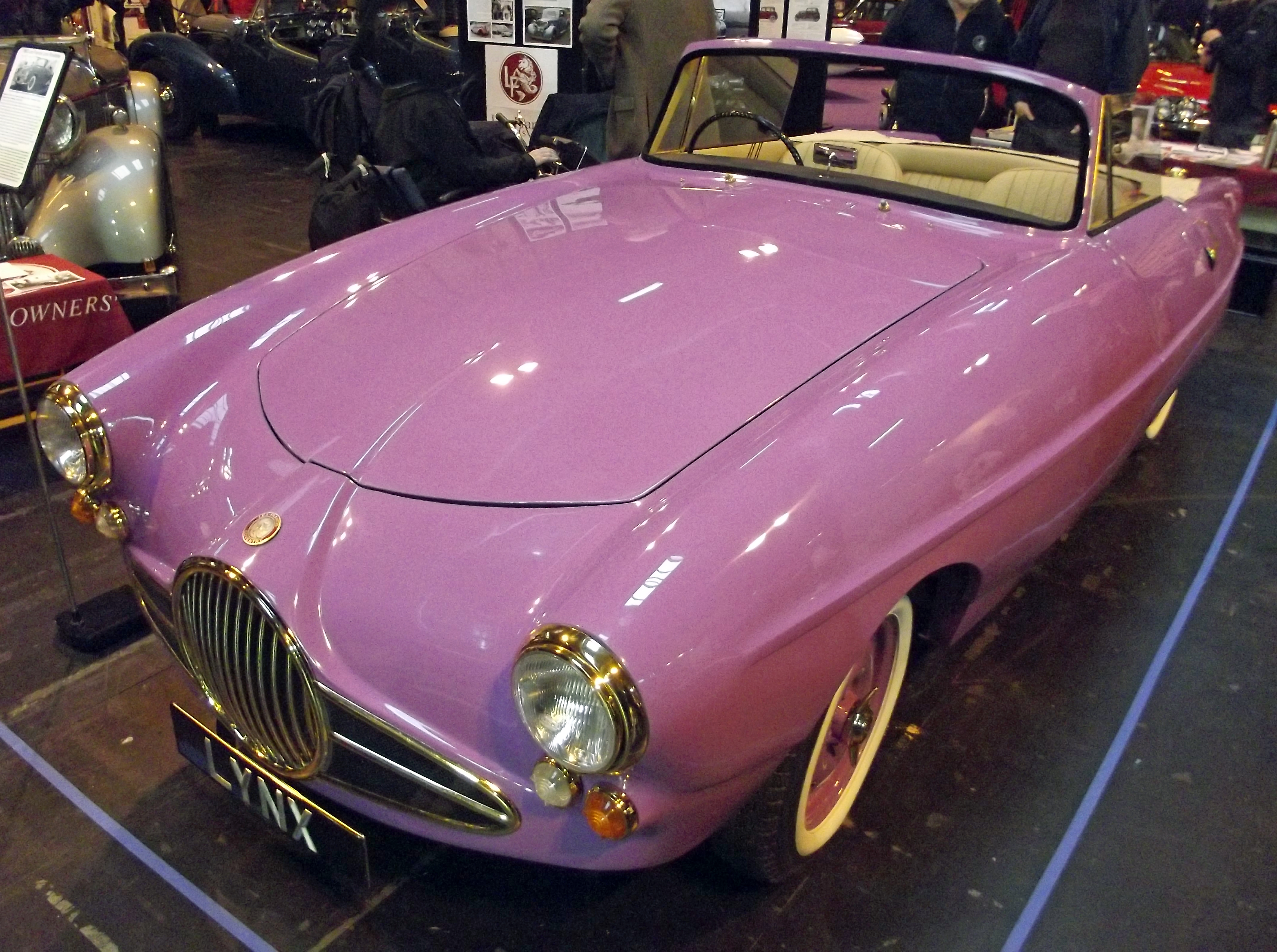
Lea-Francis Lynx

La compañía tenía una historia discontinua con algunas motocicletas y automóviles notables, sufriendo dificultades financieras regularmente. La fábrica de Hillfields fue abandonado en 1937, cuando fue vendida, y una nueva compañía (bajo un nombre ligeramente diferente) se mudó a Much Park Street en Coventry. Sobrevivió allí hasta 1962, cuando la compañía finalmente cerró.
El modelo Lynx, un descapotable 2 + 2 con estructura tubular y un motor Ford Zephyr de 2.6 litros y seis cilindros en línea, fue el último modelo producido por Lea-Francis. Presentado en el Salón del Automóvil Británico de octubre de 1960, se pintó de color malva con adornos dorados.
El modelo se mantuvo solo en forma de prototipo y solo se fabricaron 3 unidades, ya que no se inició la producción debido a la falta de demanda de este nuevo deportivo.
Se fabricó un total de casi 10.000 vehículos Lea-Francis hasta que cesó la producción debido a que Lynx no logró captar la atención del público. En el momento de su lanzamiento, Lea-Francis estaba tan apurada económicamente que no podían darse el lujo de construir coches a menos que hubieran sido encargados, y como no se encargó ninguno, las únicas tres unidades construidas eran prototipos. Lea Francis también comenzó a producir el coche burbuja Fuldamobil Nobel, pero resultó ser un fracaso anunciado, ya que el famoso MINI ya se había introducido a finales de la década de 1950. Se iniciaron algunos trabajos menos descabellados cuando se construyó un prototipo para una posible nueva berlina con un motor Chrysler V8, pero quedó sin terminar.
La sección de fabricación de motores de la compañía se vendió en 1962, continuando Lea-Francis con su negocio de ingeniería. La compañía fue comprada por Quinton Hazell Ltd., un fabricante de componentes de vehículos motorizados, mientras que el empresario inglés Barrie Price compró el nombre de Lea-Francis al mismo tiempo.

### AB Price Limited

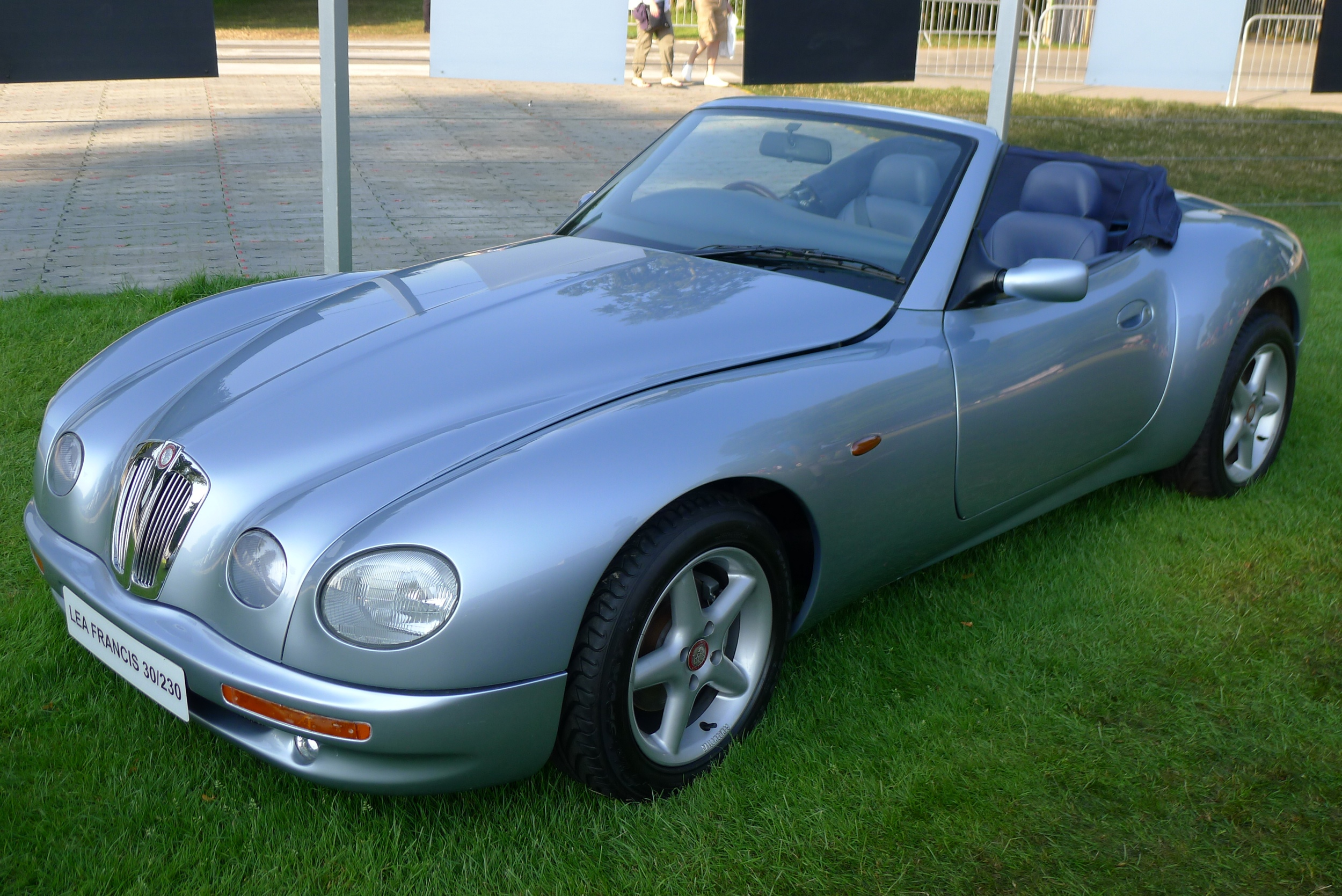
Prototipo del Lea-Francis 30/230

En 1976, Barrie Price comenzó a trabajar en un nuevo automóvil de precio elevado, fabricado a mano. Era un descapotable de aspecto clásico, con un chasis y un motor de carreras de origen Jaguar, que recordaba a los automóviles por los que la marca Lea-Francis era muy conocida en la década de 1930. En 1980, desde entonces, su firma ABPRICE LIMITED ha continuado brindando servicio y repuestos a los automóviles que todavía se conservan y también ha construido una serie de coches Lea-Francis bajo pedido, que reviven el modelo Ace of Spades, como se ha bautizado a su único modelo, fabricado a mano. Este coche posee una atractiva carrocería de aluminio con varios componentes propios y se ha producido como cupé de dos asientos y como convertible, y en ambas versiones ha sido propulsado por motores Jaguar, con un promedio de 12 a 14 autos vendidos, a un precio de unas 20.000 libras esterlinas.
En 1998 se pensó que el nombre de Lea-Francis podría volver a verse sobre las carreteras, cuando un nuevo automóvil deportivo de la marca con el nombre de 30/230, diseñado por James Randle, se exhibió en el Salón del Motor Británico. Solo se construyó un prototipo, antes de que el proyecto tuviera que ser cancelado.

### Participación en Fórmula 1
Lea-Francis fue la marca encargada de proporcionar motores de cuatro cilindros en línea, 2.0 o 2.5 litros, a Connaught Engineering en sus primeros años en Fórmula 1. Fueron 10 Grandes Premios entre las temporadas 1952 y 1954, donde lograron entrar en top 5 en dos ocasiones. Para 1955, Connaught pasó a usar motores Alta.

## Modelos

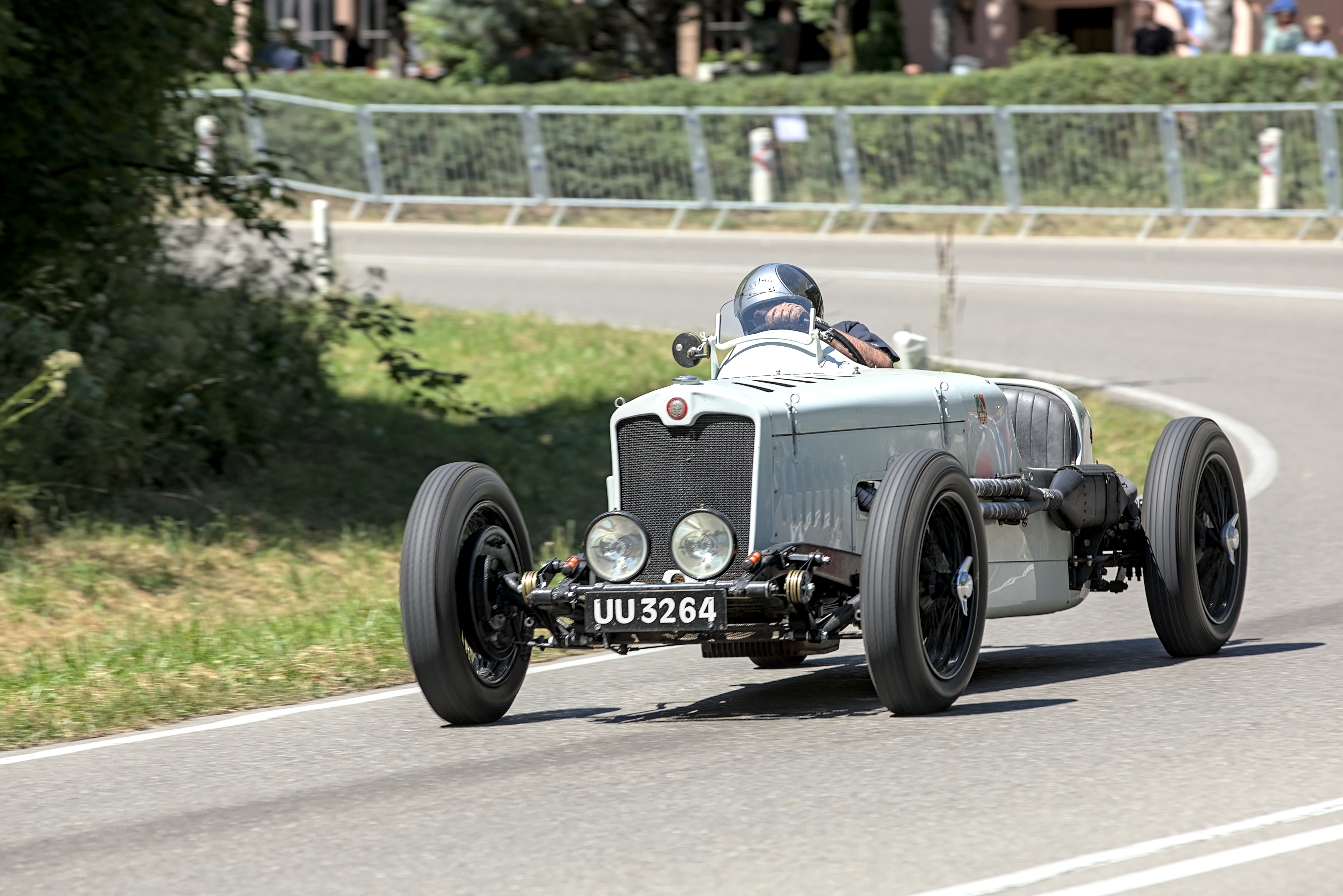
(1929) 16/60

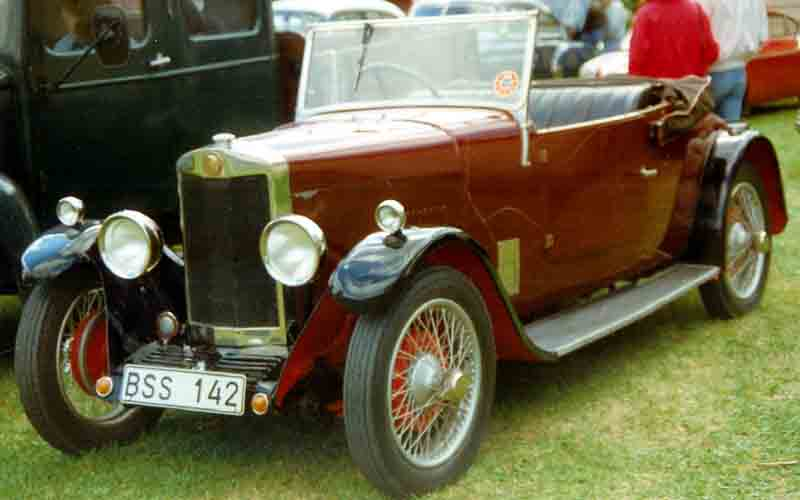
(1929) 11.9 P Type

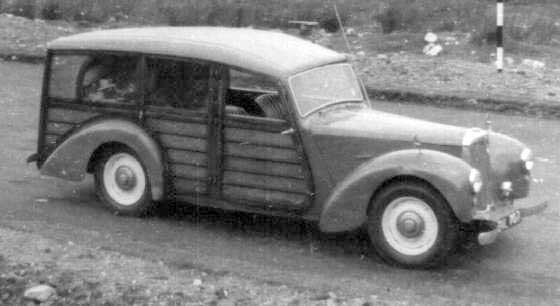
(1951) 14 Estate

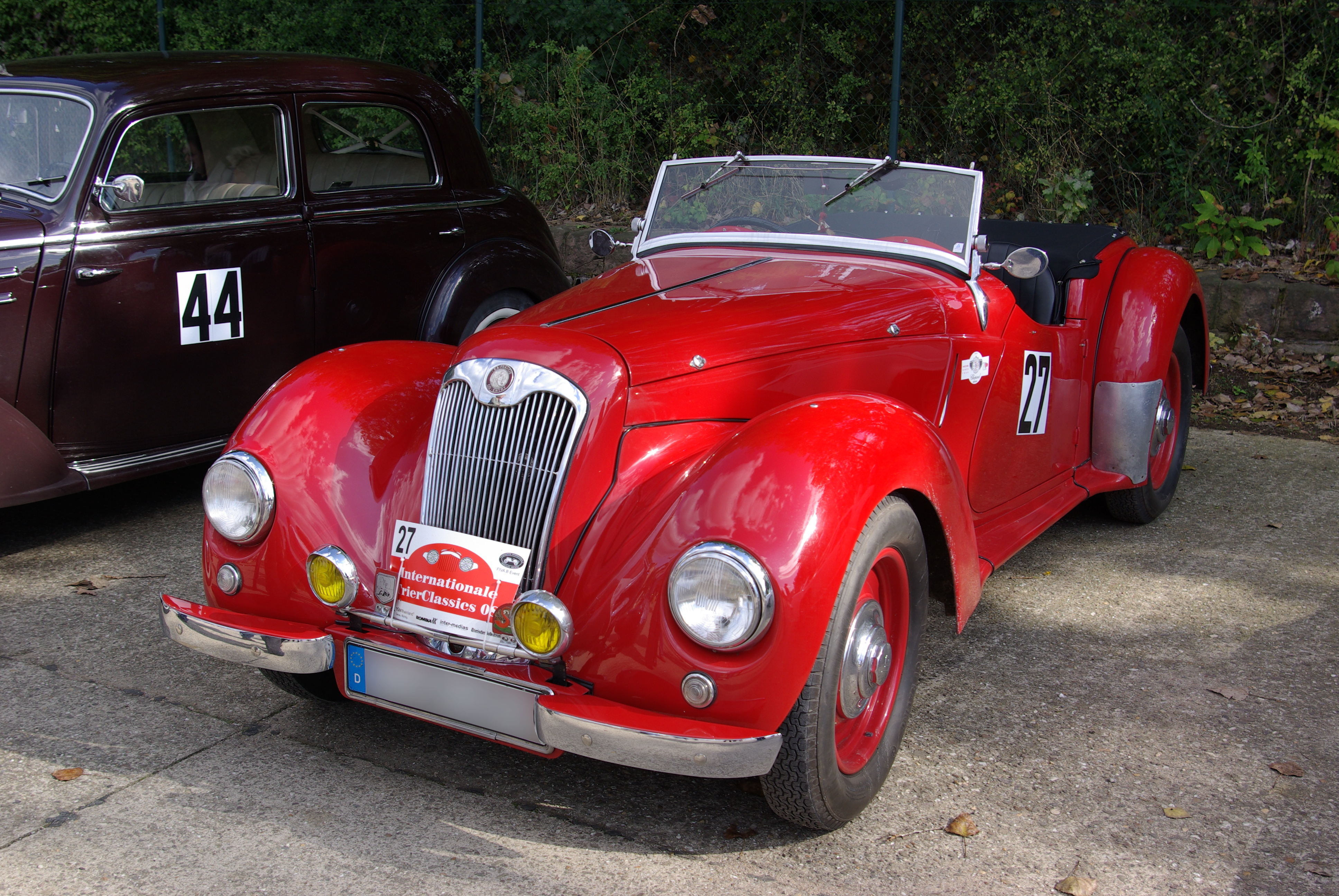
(1949) 14 Sports

| Nombre                                | Motor                               | Año     | Unidades Producidas |
| ------------------------------------- | ----------------------------------- | ------- | ------------------- |
| 15                                    | 3500 cc 3-cilindros                 | 1905–06 | 3                   |
| 13.9                                  | 2297 cc 4 cilindros en línea        | 1920    |                     |
| 11.9                                  | 1944 cc 4 cilindros en línea        | 1920–22 |                     |
| Nine (Type C)                         | 1075 cc 4 cilindros en línea        | 1920–22 |                     |
| 10 y 12 (Types D hasta O)             | 1247 o 1496 cc 4 cilindros en línea | 1923–30 | 2350                |
| 12 (Types P hasta W)                  | 1496 cc 4 cilindros en línea        | 1927–35 | 1700                |
| 14/40 (y Type T)                      | 1696 cc 6 cilindros en línea        | 1927–29 | 350                 |
| 16/60                                 | 1990 cc 6 cilindros en línea        | 1928–29 | 67                  |
| Hyper 1.5 Litre Supercharged (Type S) | 1496 cc 4 cilindros en línea        | 1928–31 | 185                 |
| 2 Litre Ace of Spades                 | 1991/2244 cc 6 cilindros en línea   | 1930–36 | 67                  |
| 12 y 13                               | 1496/1629 cc 4 cilindros en línea   | 1938–40 | 83                  |
| 12                                    | 1496 cc 4 cilindros en línea        | 1946–47 | 13                  |
| 14                                    | 1767 cc 4 cilindros en línea        | 1946–54 | 2133                |
| 14 Estate                             | 1767 cc 4 cilindros en línea        | 1946–53 | 916                 |
| 14 Sport                              | 1767 cc 4 cilindros en línea        | 1947–49 | 118                 |
| 14/70                                 | 1767 cc 4 cilindros en línea        | 1948–51 | 162                 |
| 18                                    | 2496 cc 4 cilindros en línea        | 1949–54 | 69                  |
| 2½ Litre                              | 2496 cc 4 cilindros en línea        | 1949–53 | 77                  |
| Lynx                                  | 2553 cc 6 cilindros en línea        | 1960    | 3                   |
| Ace of Spades                         | Jaguar 6 cilindros en línea         | 1980–92 | 6 a 10              |

## Club de propietarios
El Club de Propietarios de Lea-Francis tiene una base de miembros cada vez mayor, de alrededor de 340 socios que poseen alrededor de 420 vehículos.

## Lecturas relacionadas
- Price, Barrie (1998). The Lea Francis Story. Veloce Publishing. ISBN 1-901295-01-X.
- A to Z Of Sports Cars 1945-1990, por Mike Lawrence. Publicado por Bay View Books 1991 (tapa dura). Reimpreso en 1998 (libro en rústica) ISBN 1870979818
- The Complete Encyclopedia Of Motorcars 1885 To The Present por G. N. Georgano. Publicada por Ebury Press, Londres. Reimpresa en 1984 ISBN 0852232349